# 赤い部屋
『赤い部屋』（あかいへや）は、1925年（大正14年）に発表された江戸川乱歩の短編探偵小説（犯罪小説）。博文館の探偵小説雑誌『新青年』の1925年4月号に掲載され、『D坂の殺人事件』に始まる6ヶ月連続短編掲載の4作目にあたる。一種の猟奇クラブに現れた男による自らの殺人遊戯の告白という体裁をとる。
ミステリー作品としては「プロバビリティーの犯罪」を扱った変格ものである。書籍刊行としては1925年7月の『創作探偵小説集第一巻「心理試験」』（春陽堂）が初。海外向けには『The Red Chamber』の英題で出版された。

## 執筆背景
江戸川乱歩が谷崎潤一郎の『途上』（1920年）に影響を受けて執筆した初期の作品である。まだ小説家になる前の、探偵小説ファンであった乱歩は谷崎の『金色の死』（1916年）を読んで彼の作品の探偵小説的側面に着目するようになり、中でも『途上』に大きな感銘を受けた。『途上』は犯罪小説であって、探偵小説（ミステリー）を意図して書かれた作品ではないが、そこに登場した偶然を重ねることによって必然の犯罪とすること、その性質上、犯人は決して疑われない犯行手段を「プロバビリティーの犯罪」と名付け、海外にも誇り得る画期的なトリックと評した（詳細は#プロバビリティーの犯罪の項を参照）。
やがて探偵小説家としてデビューした乱歩は、編集長・森下雨村の企画による『新青年』での6ヶ月連続短編掲載の折に「『途上』をもっと通俗に、もっと徹底的に書いてみようとした」「プロバビリティーの犯罪の日常茶飯事的なトリックを沢山ならべて、自殺クラブとか殺人クラブとかいうものの雰囲気で書いてみようとした」として1925年2月に本作を執筆した。もともと基本的な筋は考えていたが、『心理試験』『黒手組』執筆後に1度上京した時、旧友の友人で井上という物知りの青年から珍しい殺人方法をいくつか教えてもらい、これも1、2例用いて原稿を完成させた。
そして本作は明智小五郎シリーズで本格ものの『D坂の殺人事件』『心理試験』『黒手組』に続く4作目として『新青年』1925年4月号に掲載された。
短編ではあるが、作中にはT氏の独白として「プロバビリティーの犯罪」を用いたトリック例が何例も登場する。本来であれば、1作品にこれだけ多くのトリックを用いることは稀で、普通は1、2例使って多作にするところであるが、乱歩は、そうした考えは表面的な考えであって、トリックの性質上、1例だけで1作品作っていくのはかなり難しく、あえて当時思いついたものを惜しみなく盛り込んだと述べている。それに加えて乱歩は、この内容は荒唐無稽であり、幻想小説であればいいが、やはり探偵小説として写実的に書くには難があるとしている。そこで、あえて最後にこれらが嘘であったとどんでん返しをつけて、写実を徹底させる必要があったという。
なお、このどんでん返しについて、乱歩は発表当時はかなり不評で、「あんなものはない方がましだ」とまで言われたと述懐している。乱歩としては明白に意図したプロットであったが、これはどんでん返しが悪いのではなく、書き方が拙いのであって、特に「最後のピストル手品は幼稚であった」とし、「もう少し大人らしくすれば、もっとましな小説になった」と反省している。山前譲は、乱歩は探偵小説の趣向としてどんでん返しや意外な結末にこだわったと指摘しており、結果、本作や『人間椅子』のような全体の味わいまでも反転させてしまう作品は探偵によるオーソドックスな謎解きのスタイルとは馴染まなかったとしている。
そのような批判意見もあったが、乱歩によれば『D坂の殺人事件』『心理試験』『黒手組』『赤い部屋』の初期4作品は、発表直後は『心理試験』が好評であったが、最終的には『赤い部屋』がもっとも好評であったと回顧している。

## あらすじ
ある一室に「私」を含めた7人の男たちがいる。部屋の内装は赤で統一されており、灯りは部屋の中央のテーブルに銀の燭台で置かれた大きなロウソクのみで幻想的な雰囲気を漂わせている。これは退屈な日々に飽きて「異常な興奮」を求めている男たちの集まりであった。この日は新入会員のT氏の自己紹介と彼の話から始まる。T氏は自分がいかに退屈な日々を送っていたかと前置きした上で、人殺しの興奮によってそれを解消したと話す。T氏は女や子供も含め既に99人の命を退屈しのぎで奪ってきたと語り、しかしそれにも既に飽きて阿片で気を紛らわす状態に陥っており、その毒で正気を失う前に、自分のしてきたことを誰かに話しておきたいとして、以下、T氏の独白が続く。
始まりは3年前のある夜。T氏が自宅近くの道を歩いていると、浮浪者と思わしき老人を轢いてしまった自動車の運転手に出くわし、そこで医者の家を尋ねられる。近くには専門医と藪医者の2件があったが、T氏は他意なく藪医者の方を伝えてしまった。翌日、昨夜の出来事を後悔すると共に老人は死んだという話を聞く。ここでT氏は、もし意図的に老人を殺そうと嘘を教えたのなら、これは明白に殺人であるが、しかし、それで自分が罰せられることはないと考察する。ここからT氏はこれを利用して殺人を繰り返し、日々の退屈を紛らわしていたと語る。
例えば線路を横切って渡ろうとしていた老婆にわざと急行列車が来ていることを教え、戸惑ったところを轢死させる。注意と反対のことをする天の邪鬼な按摩に冗談めかした口調で正しい注意を与え水路に転落死させる。事故で通電していた避雷針に小便するように子供を唆し感電死させる。このような話をいくつか繰り返した後、最後には昨春に起こった大規模な列車の脱線事故も自分の仕業だと言い、不作為に見える事故によって1度に17人を殺したことを嬉々として語り終える。
「私」を含めた他のメンバー達は彼の話に聞き入り興奮している。そこに飲み物を運んできた給仕女が部屋に入ってくる。すると突然、T氏はピストルを取り出し、女を撃つ。女性の悲鳴が部屋に響き渡り、驚いた私たちは椅子から立ち上がるが、すぐにそれはおもちゃのピストルでT氏のイタズラだとわかる。T氏は謝りつつ、今度はピストルを彼女に持たせ、自分の胸を撃つように指示する。彼女が発砲するが、先ほどとは違う銃声が響き、T氏は倒れてうめき声をあげ、血溜まりができている。唐突な出来事に再び私達は驚愕し、2発目には本物の銃弾が装填してあり、T氏は自殺を遂げたのだと判断する。これは事故であって給仕女が罪に問われることはないし、まさに100人目の犠牲者を自分にして締め括ったのだ。
するとT氏は忍び笑いをしながら立ち上がり、先ほどまで狼狽していた給仕女は笑い転げている。すべて初めからT氏の芝居であり、彼は最初から全部作り話であったと明かし、私たちに刺激を受けたかと尋ねる。給仕女が電灯を付けると、部屋は昼間のような光に照らされる。先ほどまで幻想的で素晴らしく見えていた内装や装飾品の数々がひどくみすぼらしくみえ、夢や幻は影すら留めていなかった。

## プロバビリティーの犯罪
本作で用いられている、手段として確実性はなく偶然性に頼るものの、犯行がバレることはなく完全犯罪となるトリックを「プロバビリティーの犯罪」（プロバビリティーのはんざい）と呼ぶ。プロバビリティー（probability）とは蓋然性のことであり、ある事柄が起こり得る高さ（確率の高さ）のことを言う。命名者は乱歩自身であり、もともとは上述の通り1920年の谷崎潤一郎の犯罪小説『途上』に、探偵小説的なトリック性を見出したものによる。
乱歩によれば本トリックを使った最初の作品をあえて挙げるとすれば、ロバート・ルイス・スティーヴンソンの掌編『Was It murder?（殺人なりや？）』があるが、探偵小説やそれに類するものとしては1920年の谷崎の『途上』が間違いなく初としている。1953年に発表した『類別トリック集成』時点においては、本トリックを扱った作品は、本作と『途上』、またスティーヴンソンのものを含め6例としており、他は長編探偵小説でアガサ・クリスティー『もの言えぬ証人』（1937年）、イーデン・フィルポッツ『極悪人の肖像』（1938年）、短編でプリンス兄弟の『指男』を挙げている。また、これ以降の本トリックを用いた著名な作品としては松本清張の『遭難』（1958年）がある。
乱歩は、この「プロバビリティーの犯罪」を探偵小説のトリックとして高く評価しており、本作を書いたこと以外にも『D坂の殺人事件』（1925年）では主人公・明智小五郎の台詞という形を借りて、完全犯罪の例として『途上』に言及し、著者の谷崎を高く称賛する。同年の『新青年』8月号には、評論「日本の誇り得る探偵小説」（書籍としては『悪人志願』に掲載）を載せ、ミステリーの本場である英米に後塵を拝していると思われている日本であっても、谷崎及び『途上』は日本発の世界に誇れる探偵小説作家及び、その代表作であるとして絶賛している。乱歩以外でも平野謙が『途上』を高く評価するなど、谷崎のミステリー作品として名高い。
『赤い部屋』では失敗した事例は登場しないものの、乱歩は「プロバビリティーの犯罪」の巧妙な点は失敗しても繰り返せることにあると上記のように指摘している。実際、元となった『途上』は様々な手段の実行と失敗を繰り返し、ようやく妻の殺害という目的を達したものであり、『極悪人の肖像』も同様にいくつかの失敗を繰り返す展開である。
なお、「可能性の犯罪」という語句が用いられる場合もあるが、蓋然性（probability）と可能性（possibility）はまったく語彙が異なり、誤用である。語句を創案した乱歩はあくまで「プロバビリティーの犯罪」と用いており、「可能性の犯罪」という語句は使用していない（乱歩がプロバビリティーに「確率」の訳を与えている例はある）。

## 翻案作品
赤い部屋異聞 - 法月綸太郎
短編小説。パロディ作品。
江戸川乱歩異人館「赤い部屋」 - 山口譲司
漫画。基本的な筋は原作に沿うが、シリーズ作品として怪人二十面相が登場する。
赤いへや - 柳家喬太郎
落語。新作落語として翻案したもの。怪談話。乱歩を題材にした新作落語の会「乱歩落語」を開くに当たって、三遊亭白鳥の『人間椅子』に対比させ本作を選んだという。